# Afrolicania
Afrolicania, monotipski biljni rod iz zapadne i srednje tropske Afrike, čija je jedina vrsta A. elaeosperma, koja raste od Liberije do Republike Kongo. Rod je opisan 1921., i svrstan u porodicu Chrysobalanaceae.
A. elaeosperma je maleno drvo visine do 15 metara. Vanjska kora je smeđa sa sivkastim ili zelenkastim mrljama, blago hrapava, unutarnja kora tamno crvena do ružičasto-narančasta. Lišće naizmjenično, jednostavno i cijelo; cvjetovi dvospolni ili muški. Drveće sporo sazrijeva i poznata su stabla od 20 do 30 godina koja još uvijek ne daju ploda.
Česta je u blizini vode, uz riječne obale, po poplavljenim šumama i ponekad na kopnu iza mangrova.